# Le Guérisseur (film)
Pour les articles homonymes, voir Le Guérisseur.
Pour plus de détails, voir Fiche technique et Distribution.
Le Guérisseur est un film français réalisé par Yves Ciampi, sorti en 1953. Le film réalise 1,7 million d'entrées.
Le film suit le docteur Pierre Laurent, ancien médecin, qui est devenu un guérisseur renommé. Il soulage Isabelle de ses douleurs et l’amour les rapproche. Laurent n’a pas que des amis et de malheureuses circonstances font que le couple se sépare avant de se retrouver, mais trop tard car la maladie est incurable et révèle les limites, ou le charlatanisme, du guérisseur.

## Synopsis
N’ayant pas réussi sa vie professionnelle par la voie légale, Pierre Lachaux (Jean Marais), ancien médecin, est devenu par intérêt thérapeute-magnétiseur en Bretagne, à Dinan, sous le nom de Monsieur Laurent. Il jouit d'une renommée gagnée par ses succès thérapeutiques. Un jour, appelé au chevet d’une personne âgée, terrassée par une crise cardiaque, Laurent la sauve, prétendant le faire par la seule imposition de ses mains. La filleule de la vieille dame, Isabelle (Danièle Delorme), dessinatrice de mode venue passer ses vacances en Bretagne, a assisté à une partie de la scène. D'abord dubitative, puis stupéfaite par ce personnage brillant, elle noue avec lui une relation amicale et accepte ses soins pour de bénignes migraines. Le dévouement à ses malades de la part de Laurent suscite l'admiration de cette jeune fille sensible. Puis l'admiration se transformant en amour, les fiançailles sont annoncées.
Violemment contesté par le docteur Jean Scheffer (Dieter Borsche), son ancien collègue de la faculté de Médecine, Laurent reconnaît en partie la supercherie de son traitement — il use en réalité aussi bien de techniques médicales —, tout en lui montrant ses réels succès auprès de malades névrosés, des laissés pour compte de la médecine officielle. Isabelle, ayant entendu leur conversation, est très choquée par les paroles de Laurent. Déçue, elle le quitte et rentre à Paris, faisant échouer le projet de mariage.
Voyant fuir la clientèle de leur cabinet, ses anciens confrères s'agitent et en réfèrent au Conseil de l’Ordre des médecins. Laurent persiste dans son activité. Lorsqu'il est traduit en justice pour exercice illégal de la médecine, son retentissant procès — devant une salle et des témoins qui lui sont acquis — ne fait qu'accroître sa popularité. À l'Ordre qui l'accuse de charlatanisme, Laurent répond que la médecine officielle traite le corps comme un moteur dont elle répare les pannes, alors que lui traite chaque patient comme la symbiose d'un corps et d'un esprit, et que c'est la raison de ses succès thérapeutiques. Il est toutefois condamné par la cour qui suit les réquisitions du parquet.
Absorbé par son travail à la suite de la guérison d'André Turenne (Maurice Ronet), un tuberculeux désespéré dont il était le dernier espoir, Laurent apprend avec stupéfaction par son assistant (Pierre Mondy), qu'Isabelle consulte un charlatan, Michel Boëldieu (Jean Galland).
Affolé, Laurent la rejoint à Paris et obtient son pardon. Mais il fait, en la voyant et interrogeant Boëldieu, un diagnostic terrible : Isabelle souffre d’une tumeur au cerveau. Il la ramène à l'hôpital de Rennes, mais tant les médecins que Laurent sont impuissants : la tumeur est trop avancée pour qu'une intervention soit envisageable. Isabelle, toujours amoureuse et crédule, supplie Laurent de la guérir. Le professeur Chataignier l'encourage, afin qu'elle ait une fin heureuse, Scheffer étant en revanche furieux. Une amélioration miraculeuse, relayée par la presse, se produit à la stupéfaction des médecins, mais elle est illusoire et la tumeur progresse toujours. Faute de pouvoir la guérir, Laurent l'accompagne jusqu'à une mort paisible.
Avec cette épreuve, Laurent renonce à l’utilisation de sa thérapie et Scheffer lui conseille de revenir à la médecine officielle.

## Fiche technique
- Titre : Le Guérisseur
- Réalisation : Yves Ciampi, assisté de Jean-Jacques Vierne
- Scénario : Pierre Véry ; adaptation : Jacques-Laurent Bost et Yves Ciampi
- Dialogues : Jacques-Laurent Bost
- Photographie : Marcel Grignon
- Montage : Roger Dwyre
- Musique : Marcel Delannoy
- Son : René-Christian Forget
- Décors : René Moulaert
- Société de production : Indusfilms - Les Films du Cyclope
- Genre : Film dramatique
- Durée : 92 minutes
- Lieu de tournage : Dinard[2]
- Date de sortie :
  - France : 6 décembre 1953
- Affiche : Jean Mascii (France)

## Distribution
- Jean Marais : Pierre Lachaux dit Monsieur Laurent
- Danièle Delorme : Isabelle Dancey
- Maurice Ronet : André Turenne
- Dieter Borsche doublé par Roger Rudel : Dr Jean Scheffer
- Jean Murat : professeur Chataignier
- Jean Galland : Michel Boëldieu
- Pierre Mondy : Robert, assistant de Laurent
- Jim Gérald : Virolet, le rebouteux
- Colette Régis : Louise Mériadec
- Renée Passeur : la comtesse
- Anne Carrère : la secrétaire
- Marcel Josz : l'avocat général
- Henri Nassiet : Le Goff
- Marianne Oswald : la guérisseuse Lucie
- Georges Rollin : l'avocat Renoult
- André Var : l'avocat Vierne
- René Havard : un interne
- Jacques Hilling : un journaliste
- Bernard Musson : Frédéric
- Alain Nobis : un interne
- Robert Porte : un journaliste
- Gérard Buhr : un journaliste
- Marcel Charvey : un magnétiseur
- Hugues Wanner : le président du Conseil de l'Ordre
- Louis Bugette :
- André Dalibert : l'infirmier
- Gilbert Edard :
- Pierre Duverger :
- René Lacourt : un patient
- Josep Palau i Fabre :
- Dominique Marcas :
- Georges Patrix :
- Michel Vadet : un docteur
- Daniel Mendaille :
- Yvonne Claudie :
- Bernard Dumaine :
- Monique Manuel :
- Teddy Bilis :
- André Philip
- Heinz Schimmelpfennig : Robert (voix)

## Autour du film
- Yves Ciampi est un ancien médecin, qui au lendemain de la guerre de 1939-45, a choisi de se tourner vers le cinéma. Dans plusieurs de ses films, il dépeint un milieu qu’il connaît très bien et qu’il portera plusieurs fois au cinéma : la médecine. Il a par ailleurs présidé l’association des médecins cinéastes.
- En 1951, dans Un grand patron, il fait le portrait d'un grand chirurgien parisien, joué par Pierre Fresnay (où l’on remarque déjà la présence du débutant Maurice Ronet). En 1953,dans L’Esclave, Ciampi dénonce l’accoutumance à la drogue d’un pianiste joué par Daniel Gélin.
- Basé sur des faits authentiques, comme le précise le générique, Le Guérisseur est d'une brûlante actualité à sa sortie, en 1953. Le 25 octobre 1950 s'était ouvert à Orléans le procès de l'entrepreneur de maçonnerie Paul Hareng (1899-1968), reconverti dans l’activité de guérisseur, qui recevait chaque jour à son domicile de Jargeau, plusieurs centaines de malades venus de toute la France et même de l'étranger. Particulièrement clément, le tribunal correctionnel d'Orléans lui infligea une peine symbolique : 10 000 francs d’amende avec sursis et 20 000 francs de dommages et intérêts pour le syndicat des médecins. À cette époque, la presse s'intéresse à cette question qui oppose les médecins reconnus et ceux qu'on appelle les guérisseurs. Les affaires s'achèvent souvent à la barre des tribunaux. Les opinions de chacun sont nuancées ou profondément ancrées. Pour certains, tous les guérisseurs sont des charlatans. Ciampi, dans son film, après avoir traité de façon éclairée de la question des médecines empiriques et de leur exercice illégal, a le mérite de prendre finalement une position impartiale qui permet d'ouvrir le débat et de passionner d'autant plus les spectateurs[3].
- Box-office France 1953 : 1,7 million de spectateurs